# Shulamith Firestone
Shulamith "Shulie" Firestone (Ottawa, 7 de janeiro de 1945 – Nova York,  28 de agosto de 2012) foi uma  feminista canadense-americana, figura central no desenvolvimento inicial do feminismo radical e de segunda onda. Firestone foi uma das fundadoras de três grupos feministas radicais: New York Radical Women, Redstockings e New York Radical Feminists.
Em 1970, Firestone escreveu The Dialectic of Sex: The Case for Feminist Revolution. Publicado em setembro daquele ano, o livro se tornou um texto feminista influente. Naomi Wolf disse sobre o livro em 2012: "Ninguém pode entender como o feminismo evoluiu sem ler este marco radical e inflamatório da segunda onda.

## Primeiros anos e educação
Firestone nasceu Shulamith Bath Shmuel Ben Ari Feuerstein em Ottawa, Canadá. Ela nasceu em 7 de janeiro de  1945 e era a segunda de seis filhos e a primeira filha de  pais judeus ortodoxos:  a alemã Kate Weiss e Sol Feuerstein, um comerciante do Brooklyn . Em abril de 1945, quando Firestone tinha quatro meses de idade, seu pai teve parte na libertação do  campo de concentração de Bergen Belsen , na Alemanha.
Quando ela era criança, a família anglicizou seu sobrenome para Firestone e mudou-se para St. Louis, Missouri. Seu pai havia se convertido ao judaísmo ortodoxo quando adolescente e, de acordo com Susan Faludi, ele exercia controle rígido sobre seus filhos, com o zelo de um convertido. Uma de suas irmãs, Tirzah Firestone, disse a Faludi: "Meu pai dirigia sua raiva contra a Shulie". Ela protestou contra o sexismo da família; esperava-se que Firestone fizesse a cama de seu irmão, "porque você é uma garota", disse seu pai. Laya Firestone Seghi, outra irmã, lembra que pai e filha ameaçavam matar um ao outro.
Firestone frequentou o Yavneh Teacher's Seminary em Cleveland (instituição irmã da Telshe Yeshiva), recebeu um BA da Washington University em St. Louis e, em 1967, um diploma de BFA em pintura da Escola do Art Institute of Chicago (SAIC). Em 1967, durante seus estudos na SAIC, ela foi tema de um documentário feito por estudantes. Nunca lançado, o filme foi redescoberto na década de 1990 pela cineasta experimental Elisabeth Subrin, que fez uma refilmagem quadro-a-quadro do documentário original, com Kim Soss interpretando Firestone aos 22 anos. Foi lançado em 1997 como Shulie ganhando vários prêmios, incluindo o da Los Angeles Film Critics Association, em 1998 .

## Ativismo

### New York Radical Women
Em outubro de 1967, Firestone mudou-se para Nova York e foi co-fundadora do New York Radical Women (NYRW). A primeira e única convenção nacional da Conferência Nacional para Novas Políticas foi realizada naquele ano. Firestone participou e, com Jo Freeman, formou uma bancada feminina, que tentou apresentar suas próprias demandas para a sessão plenária. As mulheres foram informadas de que sua resolução não era importante o suficiente para uma discussão no plenário. Elas finalmente conseguiram ter sua declaração adicionada ao final da agenda, mas o tema não foi discutido. O diretor, Willam F. Pepper, recusou-se a reconhecer qualquer mulher que esperasse para falar e pediu a alguém que falasse sobre "o americano esquecido, o índio americano". Quando cinco mulheres, incluindo Firestone, correram ao púlpito para protestar, Pepper deu um tapinha na cabeça de Firestone e disse: "Acalme-se, garotinha; temos coisas mais importantes para falar do que problemas femininos".
Firestone e Freeman convocaram uma reunião das mulheres que participaram do curso de “escola livre” e do workshop de mulheres na conferência; este tornou-se o primeiro grupo de libertação de mulheres de Chicago. Era conhecido como o grupo Westside porque se reunia semanalmente no apartamento de Freeman, no lado oeste de Chicago. Depois de alguns meses, Freeman começou um boletim informativo,Voice of the Women’s Liberation Movement, que circulou em todo o país (e em alguns países estrangeiros), dando ao novo movimento seu nome. Muitas das mulheres do grupo Westside começaram outras organizações feministas, incluindo a Chicago Women's Liberation Union.

### Redstockings, New York Radical Feminists
Quando a NYRW formou "grupos de conscientização", Firestone e Ellen Willis co-fundaram o grupo feminista radical Redstockings, batizado em homenagem à Blue Stockings Society, um grupo literário feminino do século XVIII. Os membros do Redstocking incluíam Kathie Sarachild ("Sisterhood is Powerful") e Carol Hanisch ("o pessoal é político"). Faludi escreve que as Redstockings  "ruiram" em 1970 Firestone então co-fundou o grupo  New York Radical Feminists (NYRF) com Anne Koedt.

## Escritos

### Notes
Com outras integrantes da New York Radical Feminists, Firestone criou e editou um periódico feminista, Notes, produzindo Notes from the First Year (junho de 1968), Notes from the Second Year (1970), e, com Anne Koedt como editora, enquanto Firestone estava de licença. Notes from the Third Year(1971)

### A Dialética do Sexo
The Dialectic of Sex: The Case for Feminist Revolution (A Dialética do Sexo: Um Estudo da Revolução Feminista) (1970) tornou-se um texto clássico da segunda onda do feminismo. Este foi o primeiro livro de Firestone, publicado quando ela tinha apenas 25 anos. No livro, Firestone buscou desenvolver uma visão materialista da história com base no sexo: Também é notável no livro é a sociedade ideal criada pela autora, na qual não existe opressão de mulheres.
Firestone sintetizou as idéias de Sigmund Freud, Wilhelm Reich, Karl Marx, Friedrich Engels e Simone de Beauvoir em uma teoria da política feminista radical. Ela também reconheceu a influência de Lincoln H. e Alice T. Day de Too Many Americans (1964) e do best-seller de 1968 A Bomba Populacional por Paul R. Ehrlich.
Firestone argumentou em seu livro que a sociedade moderna não poderia alcançar a verdadeira igualdade de gênero até que as características biológicas das mulheres fossem separadas de sua identidade de gênero. Firestone argumentou que Freud e Marx tinham ignorado o que ela chamou de "classe sexual", a dominação das mulheres pelos homens por causa de sua biologia. A desigualdade de gênero se origina nas estruturas sociais patriarcais impostas às mulheres por causa de seus corpos, ela argumentou, em particular as desvantagens física, social e psicológica causadas pela gravidez, parto e educação infantil. Ser humano é superar a natureza, ela afirmou: "nós não podemos justificar a manutenção de um sistema discriminatório de classe sexual com base em sua origem na Natureza." A abolição da classe sexual requer que as mulheres assumam o controle dos meios de reprodução. Ela considerava a gravidez e o parto como "bárbaros" (uma amiga comparou o trabalho de parto a "cagar uma abóbora") e a família nuclear como uma fonte fundamental da opressão das mulheres. A contracepção, a fertilização in vitro e outros avanços significariam que o sexo seria um dia separado da gravidez e da criação de filhos e que as mulheres poderiam ser livres. Ela antecipou que grupos de pessoas, no futuro, se reuniriam voluntariamente para educar os filhos sem recorrer a permanente relação homem-mulher e sem a ideia de que crianças em particular "pertencessem" a um casal.

### Airless Spaces
Pelo tempo que A Dialética do Sexo foi publicado em 1970, Firestone havia praticamente cessado de ser politicamente ativa. Retirou-se da política, no início dos anos setenta, mudou-se para Saint Marks Place, e trabalhou como pintora. No final dos anos oitenta, ela foi diagnosticada com esquizofrenia
Em 1998, publicou Airless Spaces, uma coleção de histórias curtas, com base em suas experiências de hospitalização.

## Morte e legado
Em 28 de agosto de 2012, Firestone foi encontrada morta em seu apartamento em Nova York pelo proprietário do prédio. Alertada pelos vizinhos, que tinham sentido um cheiro de seu apartamento, seu superintendente espiou pela janela da escada de incêndio e viu seu corpo no chão. Seu senhorio, Bob Perl, disse que ela provavelmente estava morta há uma semana. De acordo com sua irmã, Laya Firestone Seghi, ela morreu de causas naturais. Sua morte foi confirmada pelo Escritório do Médico Legista de Nova York; de acordo com relatos, ela vivia de modo recluso e tinha  problemas de saúde. Em um ensaio comemorativo de Susan Faludi publicado alguns meses após a morte de Firestone ,a revista The New Yorker detalhou as circunstâncias de sua morte, citando suas longas décadas de luta com esquizofrenia, juntamente com a especulação de fome autoinduzida—como prováveis fatores contribuintes. Uma cerimônia memorial foi feito em sua memória.
A Dialética do Sexo ainda é usada em muitos programas de estudos femininos. Suas recomendações, como criar filhos de maneira neutra em termos de gênero, refletem os ideais que Firestone decidiu alcançar em seu auge.

## Obras
- (1968). "The Women's Rights Movement in the U.S.: A New View". Notes from the First Year. New York: New York Radical Women.
- (1968). "The Jeanette Rankin Brigade: Woman Power?". Notes from the First Year. New York: New York Radical Women.
- (1968). "On Abortion", Notes from the First Year. New York: New York Radical Women.
- (1968). "When Women Rap about Sex". Notes from the First Year. New York: New York Radical Women.
- (1968), ed. Notes from the First Year. New York: New York Radical Women.
- (1970), ed. Notes from the Second Year. New York: New York Radical Women.
- (1970). The Dialectic of Sex: The Case for Feminist Revolution. New York: William Morrow and Company.
- (1971), with Anne Koedt, eds. Notes from the Third Year. New York: New York Radical Women.
- (1998). Airless Spaces. New York: Semiotext(e).